# José da Silva Azevedo Neto
José da Silva Azevedo Neto (Rio de Janeiro, 22 de agosto de 1908 – 1962), arquiteto e urbanista brasileiro.
Nome praticamente desconhecido na atualidade, embora não haja informações abundantes e precisas sobre a vida e a carreira deste arquiteto carioca, o seu nome liga-se à urbanização da cidade entre 1936 e 1950, datas respectivamente de seu primeiro e último projetos identificados nos arquivos da Fundação Parques e Jardins, onde trabalhou. Na sua função, foi responsável pela criação de grandes áreas de lazer para os bairros da cidade.
Grande parte de seus projetos originais desapareceu, em virtude das sucessivas intervenções efetuadas ao longo das décadas pelo governo municipal no espaço urbano da cidade, sem respeito às características originais dos mesmos. Desse modo, entre outras, relacionam-se:
- Jardim de Alah (Ipanema) – ainda preserva elementos originais do projeto, caracterizado por um amplo canal navegável, com um deque para embarque e desembarque. O projeto previa a colocação de gôndolas para passeios na Lagoa Rodrigo de Freitas, tendo a Prefeitura chegado a adquirir duas unidades.
- Praça Antero de Quental (Leblon)
- Praça Cardeal Arcoverde (Copacabana) – totalmente descaracterizada ao longo das décadas, particularmente após as obras do Metrô;
- Praça da Piassava (Fonte da Saudade, Lagoa) – desaparecida, particularmente após as obras de acesso ao Túnel Rebouças;
- Praça do Lido (Copacabana)
- Praça General Osório (Ipanema)
- Praça Nossa Senhora da Paz (Ipanema)
- Praça Saens Peña (Tijuca) – totalmente descaracterizada ao longo das décadas, particularmente após as obras do Metrô.

Praça Santo Epitácio, no conjunto do IAPI da Penha, é um projeto que guarda características originais da época da inauguração em 1949 do grande urbanista José da Silva Azevedo Neto. (Nelio Jardim 56 anos - morador da localidade desde 1955)